# Alfreð Gíslason
Alfreð Gíslason, islandski rokometaš, * 7. september 1959.
Leta 1984 je na poletnih olimpijskih igrah v Los Angelesu v sestavi islandske rokometne reprezentance osvojil 6. mesto.
Med letoma 2006 in 2008 je bil selektor islandske rokometne reprezentance.